# دوري كرة القدم الغربي 1933–34
دوري كرة القدم الغربي 1933–34 (بالإنجليزية: 1933–34 Western Football League)‏ هو موسم من دوري كرة القدم الغربي ‏. فاز فيه نادي باث سيتي.